# Katolikus Ifjúsági Mozgalom
Katolikus Ifjúsági Mozgalom (KIM) (auf Deutsch: „Katholische Jugendbewegung“) ist ein ungarischer römisch-katholischer Jugendverband mit Sitz in Budapest. KIM ist Beobachtermitglied in der Jugendkommission der ungarischen Bischofskonferenz. Auf internationaler Ebene ist KIM Beobachtermitglied im internationalen Dachverband katholischer Jugendverbände „Fimcap“.

## Geschichte
Der Verband wurde, gleich nachdem dies im Zuge der politischen Veränderungen 1989 möglich wurde, gegründet und ist damit eine der ältesten Nichtregierungsorganisationen in Ungarn.

## Quelle
1. ↑  Huszonöt éves a Katolikus Ifjúsági Mozgalom. In: magyarkurir.hu. Abgerufen am 7. Juni 2016.